# Taciana Barros
Taciana Barros (Santos, 29 de março de 1966) é uma cantora, compositora e instrumentista brasileira.

## Carreira
Iniciou seus estudos de música aos 5 anos. Aos 15 anos ela já tocava em uma banda de baile que fazia apresentações fixas em um bar de Santos.
Aos 17 anos entrou para o grupo Gang 90 e as Absurdettes, substituindo Alice Pink Pank, para participar do show de lançamento do disco “Essa Tal de Gang 90 & As Absurdettes”, em 1983. A tecladista assumiu a Gang 90 após a trágica morte do líder Júlio Barroso, seu namorado na época. Com a banda lançou os discos “Rosas e Tigres” (1985) e “Pedra 90” (1987). Seguiu com a banda até o seu fim em 1987.
Depois, participou de diversos projetos musicais, entre eles do disco solo de Edgard Scandurra, "Amigos Invisíveis" (1989), que voltou a se apresentar em 2018.
Em 1989, criou o grupo de rock psicodélico Solano Star.
Em 1995, gravou seu disco solo “Janela dos Sonhos”, produzido pelo iugoslavo Mitar Subotic (Suba).
Em 2008, cria o projeto Pequeno Cidadão, junto com Edgard Scandurra, Antonio Pinto e Arnaldo Antunes. Além de compor músicas e letras, faz a direção de arte de todos os produtos e cenografia do Pequeno Cidadão.
Apresenta um programa de rádio para crianças na Radio Vozes, chamado “Na Onda do Pequeno Cidadão”.
Integra o show “Amar e Mudar as Coisas, Tributo a Belchior”.
Em 2019, realizou dois shows no Sesc Pompeia, em São Paulo, chamados de “Nossa Onda de Amor Não Há Quem Corte” que marcaram a reunião da banda após mais de 30 anos.
Em 2021, participa da versão de “Convite ao Prazer”, lançada pela banda brasiliense Tartamudo.

## Vida pessoal
Foi casada com Edgard Scandurra, com quem teve o filho Daniel Scandurra. Também se casou com Mitar Subotić, o "Suba". Também é mãe de Luzia Barros.

## Discografia

### Com Gang 90 & As Absurdettes
- Rosas & Tigres (1985)
- Pedra 90 (1987)

### Solo
- Janela dos Sonhos (1995)

### Com Pequeno Cidadão
- Pequeno Cidadão (2009)[11]
- Pequeno Cidadão 2 (2012)
- Pequeno Cidadão - Karaokê Rock’n’Roll (2013)[3]
- Vem Dançar (2016)[12]

## Videografia
- Pequeno Cidadão (2010)[4]
- Julio Barroso, Marginal Conservador (2013) - Documentário sobre Júlio Barroso no qual participa